# Кибизов, Александр Николаевич
Алекса́ндр Никола́евич Киби́зов (осет. Хъибизти Никъолайи фурт Аликсандр; 27 октября 1912 — 29 марта 2001) — советский артиллерист-самоходчик, командир СУ-100 в годы Великой Отечественной войны, Герой Советского Союза (1945).
В годы Великой Отечественной войны прошёл путь от заряжающего орудия самоходно-артиллерийской установки СУ-85 до командира СУ-100. Особенно отличился в апреле 1945 года в боях в районе города Зеелов (Германия) в составе 1454-го самоходно-артиллерийского полка 11-го гвардейского танкового корпуса 1-й гвардейской танковой армии. За три года войны расчёт старшего сержанта А. Н. Кибизова уничтожил 24 немецких танка, ему 15 раз была объявлена благодарность Верховного Главнокомандующего И. В. Сталина.

## Биография
Родился 27 октября 1912 года в селе Христиановское (ныне город Дигора Республики Северная Осетия-Алания) в крестьянской семье. Осетин. После окончания неполной средней школы (ныне средняя школа № 1 г. Дигоры имени Героев Советского Союза Сергея Бицаева и Александра Кибизова) работал в Ашхабаде экспедитором объединения «Союзсера» и в Коми АССР (ныне Республика Коми).

### В годы Великой Отечественной войны
Спустя год после начала Великой Отечественной войны, в августе 1942 года, был призван в Красную армию Кожвинским райвоенкоматом Коми АССР и направлен на фронт в пехотную часть под Москву. Боевое крещение принял на Западном фронте, где был ранен и направлен в госпиталь.
После излечения в апреле 1943 года вернулся на фронт. В должности заряжающего орудия самоходно-артиллерийской установки СУ-85 Кибизов воевал в 1454-м самоходно-артиллерийском полку 6-го танкового корпуса Центрального фронта. Участвовал в Курской битве. Из представления красноармейца Кибизова А. Н. к правительственной награде: «Красноармеец А. Н. Кибизов — замковый 3-й батареи, действуя в составе экипажа, показал себя смелым, хладнокровным, бесстрашным в бою воином. Во время боя 17 июля в районе ст. Малоархангельск Кибизов уничтожил два немецких танка и два противотанковых орудия». За мужество и храбрость, проявленные в Курской битве А. Н. Кибизов был награждён орденом Отечественной войны II степени.
4 ноября 1943 года 1454-й полк в составе 9-го механизированного корпуса 1-го Украинского фронта вёл бой на окраине Киева в районе Пуща-Водица. В этом бою особо отличился взвод лейтенанта П. И. Фомичёва, в состав которого входила САУ красноармейца А. Н. Кибизова. Получив боевую задачу уничтожить отходящие немецкие войска, взвод успешно с ней справился — артиллеристы на большой скорости настигли автомобильную колонну противника на лесной дороге и разгромили её. Из представления к ордену Отечественной войны I степени: «Показал себя храбрым, решительным, преданным своему делу бойцом. Чётко и быстро выполнял команды, чем способствовал уничтожению двух немецких танков Т-6 (Тигр) 11.11.1943 в районе станции Попельня».
В 1944 году в должности командира орудия СУ-85 сержант А. Н. Кибизов принимал участие в боях за освобождение городов Бердичев, Проскуров, Яворов, Перемышль, в форсировании рек Западный Буг и Висла. 19 июля 1944 года при расширении плацдарма на левом берегу реки Западный Буг в районе деревни Мадзярки уничтожил немецкий танк «Пантера», за что был награждён орденом Красной Звезды.
В марте 1945 года А. Н. Кибизов участвовал в Восточно-Померанской наступательной операции, в том числе, во взятии городов Нёренберг, Лобез, Кольберг, Путциг и Гдыня.
16-17 апреля 1945 года в боях в районе города Зеелов (Германия) в должности командира самоходно-артиллерийской установки СУ-100 1454-го самоходно-артиллерийского полка 11-го гвардейского танкового корпуса 1-й гвардейской танковой армии старший сержант А. Н. Кибизов действовал в передовом отряде полка. Экипаж А. Н. Кибизова уничтожил 5 танков, 1 дот, 3 противотанковых орудия и до 60 солдат противника, а также подавил огонь 6 тяжёлых пулеметов. 22 апреля 1945 года САУ А. Н. Кибизова одной из первых ворвалась в Берлин. В боях в районе севернее населённого пункта Карлсхорст (ныне в черте Берлина) своим огнём она прикрывала переправу стрелковых подразделений через реку Шпрее. Во время штурма А. Н. Кибизов был тяжело ранен и стал инвалидом.
Указом Президиума Верховного Совета СССР от 31 мая 1945 года «за мужество и героизм, проявленные в наступательных боях от Вислы до Одера, и нанесение противнику большого урона в живой силе», старшему сержанту А. Н. Кибизову присвоено звание Героя Советского Союза с вручением ордена Ленина и медали «Золотая Звезда» (№ 6717). Этим же указом высокого звания Героя Советского Союза был удостоен командир 1454-го самоходно-артиллерийского полка подполковник П. А. Мельников.
За три года войны расчёт А. Н. Кибизова уничтожил 24 немецких танка, 62 автомашины и бронетранспортёра, 28 артиллерийских орудий и миномётов, десятки блиндажей и дзотов противника, 37 пулемётов, а также более четырёхсот вражеских солдат и офицеров.

### Послевоенные годы
После войны А. Н. Кибизов проживал в Кисловодске, работал заведующим хозяйством санатория «Узбекистан». Член ВКП(б)/КПСС с 1945 года. В 1980 году вышел на пенсию. В 1985 году вместе с семьёй переехал в город Владикавказ (Северная Осетия-Алания).
Умер 29 марта 2001 года во Владикавказе. Похоронен на Аллее Славы Красногвардейского парка.

## Семья
Мать — Софья (Санят) Кирилловна (Кубадиевна) Кибизова (урожд. Кагермазова), во время войны проживала в г. Ашхабаде.

## Награды и звания
Советские государственные награды и звания:
- Герой Советского Союза (31 мая 1945[7]; медаль «Золотая звезда» № 6717),
- орденом Ленина (31 мая 1945[7]),
- орденом Красного Знамени (1943[7]),
- двумя орденами Отечественной войны I степени (18 ноября 1943[3], 6 апреля 1985[8]),
- орденом Отечественной войны II степени (23 августа 1943[9]),
- орденом Красной Звезды (11 августа 1944[5]),
- а также 17 медалей.

За годы войны А. Н. Кибизову 15 раз была объявлена благодарность Верховного Главнокомандующего И. В. Сталина. В послевоенные годы неоднократно награждался Почётными грамотами местных органов власти и ДОСААФ.

## Память
В городе Дигора один из переулков назван в честь А. Н. Кибизова, а средняя школа № 1 г. Дигоры носит имя двоих своих выпускников — Героев Советского Союза Сергея Бицаева и Александра Кибизова.
В апреле 2015 года решением АМС г. Владикавказа имя Александра Кибизова присвоено МБОУ Гимназии №4. 4 мая 2017 года в ней был торжественно установлен бюст героя войны.